# Erythropitta macklotii
Az Erythropitta macklotii a madarak osztályának verébalakúak (Passeriformes) rendjébe és a pittafélék (Pittidae) családjába tartozó faj.

## Rendszerezése
A fajt Coenraad Jacob Temminck holland ornitológus írta le 1834-ben, a Pitta nembe Pitta Macklotii  néven. Egyes szervezetek a vöröshasú pitta (Erythropitta erythrogaster) alfajaként sorolják be Erythropitta erythrogaster macklotii néven.

## Előfordulása
Indonézia és Pápua Új-Guinea területén, valamint Ausztrália északkeleti részén a York-félszigeten honos. Természetes élőhelyei a szubtrópusi és trópusi síkvidéki és hegyi esőerdők, cserjések, folyók és patakok környékén, valamint ültetvények és másodlagos erdők. Állandó nem vonuló faj.

## Megjelenése
Testhossza 15–17 centiméter, testtömege 80–104 gramm.

## Életmódja
Főleg rovarokkal és azok lárváival táplálkozik, de csigákat és földigilisztákat is fogyaszt.

## Természetvédelmi helyzete
Az elterjedési területe rendkívül nagy, egyedszáma viszont csökken, de még nem éri el a kritikus szintet. A Természetvédelmi Világszövetség Vörös listáján nem fenyegetett fajként szerepel.